# Gladiata fengli
Genre
Espèce
Gladiata fengli, unique représentant du genre Gladiata, est une espèce d'araignées aranéomorphes de la famille des Linyphiidae.

## Distribution
Cette espèce est endémique du Yunnan en Chine,. Elle se rencontre à Menglun dans la préfecture autonome dai de Xishuangbanna.

## Description
Le mâle holotype mesure 2,78 mm et la femelle paratype 2,56 mm.

## Publication originale
- Zhao & Li, 2014 : A survey of linyphiid spiders from Xishuangbanna, Yunnan Province, China (Araneae, Linyphiidae). ZooKeys, no 460, p. 1-181 (texte intégral).